# Lista de províncias de Angola por IDH

Mapa do IDH das províncias de Angola em 2017

Esta é uma lista de Províncias de Angola por Índice de Desenvolvimento Humano (IDH) de acordo com o ano de 2021.
| Posição   | Provincia        | IDH (2021) | País Comparável |
| IDH Alto  | IDH Alto         | IDH Alto   |                 |
| --------- | ---------------- | ---------- | --------------- |
| 1         | Luanda           | 0.702      | Vietnã          |
| IDH médio |                  |            |                 |
| –         | Cidade de Luanda | 0.697      | Filipinas       |
| 2         | Cabinda          | 0.681      | Marrocos        |
| 3         | Zaire            | 0.615      | Namíbia         |
| –         | Angola (Média)   | 0.588      | Angola          |
| 4         | Namibe           | 0.582      | Myanmar         |
| 5         | Lunda Sul        | 0.581      | Síria           |
| 6         | Bengo            | 0.579      | Síria           |
| 7         | Malanje          | 0.567      | Zâmbia          |
| IDH Baixo |                  |            |                 |
| 8         | Cuanza Norte     | 0.542      | Paquistão       |
| 9         | Uíge             | 0.541      | Togo            |
| 10        | Huambo           | 0.535      | Nigéria         |
| 11        | Benguela         | 0.529      | Benim           |
| 12        | Lunda Norte      | 0.521      | Uganda          |
| 13        | Cunene           | 0.519      | Lesoto          |
| 14        | Huíla            | 0.516      | Lesoto          |
| 15        | Cuando-Cubango   | 0.507      | Sudão           |
| 16        | Moxico           | 0.504      | Madagáscar      |
| 17        | Bié              | 0.501      | Madagáscar      |
| 18        | Cuanza Sul       | 0.451      | Burquina Fasso  |